# Mission (浜田麻里のアルバム)
『Mission』（ミッション）は、浜田麻里の25枚目のアルバム。徳間ジャパンコミュニケーションズ／meldacから2016年1月13日に発売された。

## 制作
前作『Legenda』以来約4年ぶりの作品で、転調や変拍子の多用した楽曲が収録されており、レコーディングに高崎晃をはじめ、増崎孝司、若井望、Mr.BIGのビリー・シーン、寺沢功一、宮脇“JOE”知史が参加し、ミックスをビル・ドレッシャーが担当した。浜田は、4年ぶりの作品であることに触れ「そんなに経つのかなと思いますね、その間も全然休んでないものですから。『INCLINATION III』（2013年）もありましたので、レコーディングもそんなに空いた感じがしていないですし」と語っている。
2015年の年始頃に自分のストックを「次作のため」という意識をしながら溜め始め、ミュージシャンに楽曲を発注し、プリプロダクションを詰めてたのち、4月からアメリカにて現地のミュージシャンによるパートのレコーディングが行われた。アルバムの制作の途中で2015年10月10日と11日にさいたまスーパーアリーナで開催されたヘヴィメタル・フェスティバル『LOUD PARK 2015』に出演し、その間も着々と準備は進めていった。
アルバムのタイトルである『Mission』という単語に関して、浜田は「聴く方によって捉え方は全然違うと思いますけど」と前置きしたうえで「初期にできたアルバムも気に入ってはいるんですけど、どこか幼さの残る自分が作っていたので、しっかりと大人になってから、ちゃんとハード・ロック・アルバムって自分で思えるものを作りたい」と思いのたけを打ち明け、「幼い頃から歌うことが当たり前と思ってきて、何か使命感のようなものもある時期から感じてずっとやってきて、今の年代なってやっと、みなさんに『ホントに一生をかけたでしょ?』って言えるようになった」とという意味合いも込めた意思表明でもあると語っている。
この作品のリリース前後に様々な問題が発生した影響で、一時は食事も摂れなくなったが、短期間で解決したという。また同時に次のアルバムの曲を演奏してほしいミュージシャンにメールでやり取りを行い、「1からすべてやったことが、自分でも信じられないくらいでしたね」と懐古している。

## 音楽性
1曲目の「Sparks」は、この作品の核ともいえる楽曲で、浜田は前作に引き続きハードなものをベースにしつつも、かなりダークな世界にしたといい、「（前作が制作した当時は）特に震災後だったりして、みなさんが優しい曲を作るところだったので、私はあえて、ロック的な目線で、ダークにしたいと思ったんですね、そこでカタルシスを感じて欲しいみたいな部分で。今回はそれを超えて、より突き抜けた、音楽的にすごく難しくて圧倒するようなものを作りたかった」と語っている。
4曲目の「Rin」は、若井望とやりとりを行いながら制作を行った。浜田は「バラード系ですけど、結構、ハードタッチなところが気に入っていて。キーボードのジェフ・ボーヴァって人は、今回、初めてレコーディングに参加してもらったんですけど、そのストリングス・アレンジがよかったんですよね」と評している。
5曲目の「Monster Wave」は、ヘヴィメタルを意識したギターサウンドが特徴的な楽曲で、なるべくハードタッチにして欲しいという理由で大槻啓之に編曲を依頼した。浜田は「その辺のセンスは大槻さんは的確なので、すごく気に入った曲になりました」と語っている。
8曲目の「In Your Hands」は、アルバム『Anti-Heroine』（1993年）に収録されている楽曲を意識して制作した。浜田は「あえてよりハードにというか、ロック・サウンドでということで、結構苦労して……何かLAのミュージシャンにより、LAハードじゃないけども、そんな感じに仕上げた曲でもありました」とコメントしている。
10曲目の「Beautiful Misunderstanding」は、この作品の中で浜田が思い入れがある楽曲だと語っており、難解な楽曲が収録されている中で、シンプルで覚えやすいメロディの曲という理由で選曲したとしたうえで「この中では変わった感じというか、昔の私のイメージを思い浮かべていただける曲ではあると思います」とコメントしている。

## ディスクジャケット
ディスクジャケットはマウントシャスタで撮影された。撮影地は浜田が選び「自身の“使命“として制作した今作のイメージに合致した」とコメントしたうえで、「マウントシャスタを訪れ、心が洗われた」と懐古している。

## 批評
| 専門評論家によるレビュー | 専門評論家によるレビュー |
| レビュー・スコア         | レビュー・スコア         |
| 出典                     | 評価                     |
| ------------------------ | ------------------------ |
| CDジャーナル             | 肯定的                   |

『CDジャーナル』は、収録曲に関して「バラード『Rin』では“心あるままに”と、『Monster Wave』では“心を開けて待って”と歌い、『Tears Of Asyura』へと至る流れがいい」と評し、音楽性に関しては「変わらず爆走するハード・ロックにのって舞い、歌う」としたうえで、ミュージシャンに高崎晃やビリー・シーンなどが参加していることに触れ「彼女の類まれなる才能が凝縮した作品」といずれも肯定的な評価をしている。

## 収録曲
| 全作詞: 浜田麻里。 |                                |           |                        |             |      |
| #                  | タイトル                       | 作詞      | 作曲                   | 編曲        | 時間 |
| 1.                 | 「Sparks」                     | 浜田麻里  | 若井望 & 浜田麻里      | 若井望      | 5:01 |
| 2.                 | 「Dystopia」                   | 浜田麻里  | 岸井将                 | 岸井将      | 6:10 |
| 3.                 | 「Superior」                   | 浜田麻里  | 岸井将                 | 岸井将      | 5:19 |
| 4.                 | 「Rin」                        | 浜田麻里  | 若井望 & 浜田麻里      | 若井望      | 6:07 |
| 5.                 | 「Monster Wave」               | 浜田麻里  | 浜田麻里               | 大槻啓之    | 4:31 |
| 6.                 | 「Tears Of Asyura」            | 浜田麻里  | 浜田麻里               | 増田隆宣    | 6:19 |
| 7.                 | 「Rainbow After A Storm」      | 浜田麻里  | 若井望 & 浜田麻里      | 若井望      | 4:58 |
| 8.                 | 「In Your Hands」              | 浜田麻里  | 浜田麻里               | 大槻啓之    | 4:55 |
| 9.                 | 「Carpe Diem」                 | 浜田麻里  | 岸井将                 | 岸井将      | 5:25 |
| 10.                | 「Beautiful Misunderstanding」 | 浜田麻里  | Aqui Eguchi & 浜田麻里 | Aqui Eguchi | 6:12 |
| 11.                | 「Orion」                      | 浜田麻里  | 増田隆宣               | 増田隆宣    | 7:04 |
| 合計時間:          | 合計時間:                      | 合計時間: | 合計時間:              | 62:01       |      |

| 全作詞・作曲: 浜田麻里、全編曲: 松崎雄一。 |              |          |            |      |
| #                                          | タイトル     | 作詞     | 作曲・編曲 | 時間 |
| 1.                                         | 「Obsidian」 | 浜田麻里 | 浜田麻里   | 5:06 |

## 参加ミュージシャン

### Mission
| Sparks - Guitar : 高崎晃 - Bass : Billy Sheehan - Drums : Gregg Bissonette - Keyboards : 厚見玲衣 Dystopia - Guitar : 高崎晃 - Bass : Leland Sklar - Drums : Gregg Bissonette - Keyboards : 増田隆宣 Superior - Guitar : 高崎晃 - Bass : Billy Sheehan - Drums : Gregg Bissonette - Keyboards : 厚見玲衣 Rin - Guitar : Michael Landau, Ralph Perucci (only the fast solo) - Bass : Leland Sklar - Drums : Gregg Bissonette - Keyboards : Jeff Bova Monster Wave - Guitar & Bass : 大槻啓之 - Drums : Gregg Bissonette - Keyboards : 松崎雄一 Tears Of Asyura - Guitar : Michael Landau, 若井望, Ralph Perucci - Bass : Leland Sklar - Drums : Gregg Bissonette - Keyboards : 増田隆宣, 若井望 | Rainbow After A Storm - Guitar : 増崎孝司, 若井望 - Bass : 寺沢功一 - Drums : 宮脇“JOE”知史 - Keyboards : 増田隆宣 In Your Hands - Guitar : Michael Landau - Bass : Billy Sheehan - Drums : Gregg Bissonette - Keyboards : 増田隆宣 Carpe Diem - Guitar : 増崎孝司 - Bass : 寺沢功一 - Drums : 宮脇“JOE”知史 - Keyboards : 増田隆宣 Beautiful Misunderstanding - Guitar : Michael Landau - Bass : Leland Sklar - Drums : Gregg Bissonette - Keyboards : 増田隆宣 Orion - Guitar : Michael Landau - Bass : Leland Sklar - Drums : Gregg Bissonette - Keyboards : 増田隆宣 |

### Special Disc
Obsidian
- Guitar : 藤井陽一
- Bass : 山田“YOU”友則
- Keyboards : 松崎雄一

## リリース日一覧
| 地域 | リリース日    | レーベル                                 | 規格 | 規格品番   | 概要                                                                   | 順位 |
| ---- | ------------- | ---------------------------------------- | ---- | ---------- | ---------------------------------------------------------------------- | ---- |
| 日本 | 2016年1月13日 | 徳間ジャパンコミュニケーションズ／meldac | CD   | TKCA-74320 | 初回プレス分のみ、新曲「Obsidian」が収録されたボーナスCDが同梱している | 11位 |